# Conflit frontalier entre le Pount et le Somaliland
Le différend entre le Pount et le Somaliland est un litige frontalier sur les provinces somaliennes du nord de Sool, Sanaag et Ayn (Khatumo-SSC) entre la République autoproclamée du Somaliland et l'État autonome du Pount, en Somalie,,,.
Le 20 octobre 2017 à Aynabo, un accord a été signé avec le gouvernement du Somaliland qui stipulait l'amendement de la constitution du Somaliland et l'intégration de l'organisation dans le gouvernement du Somaliland,. Cela a marqué la fin de l'organisation, même s'il s'agissait d'un événement impopulaire au sein de la communauté de Dhulbahante.

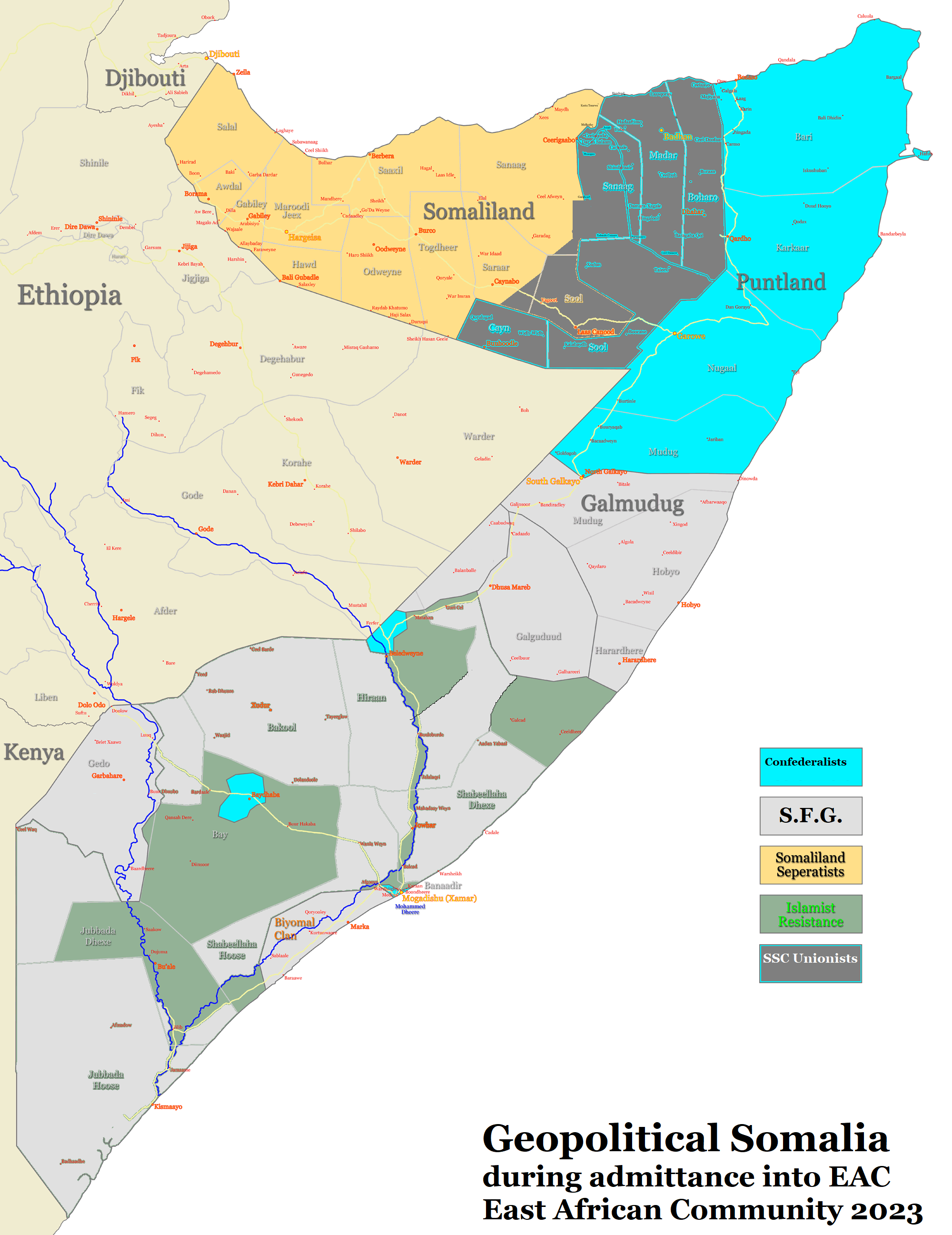
Situation en juillet 2017

## Le conflit

### Contexte

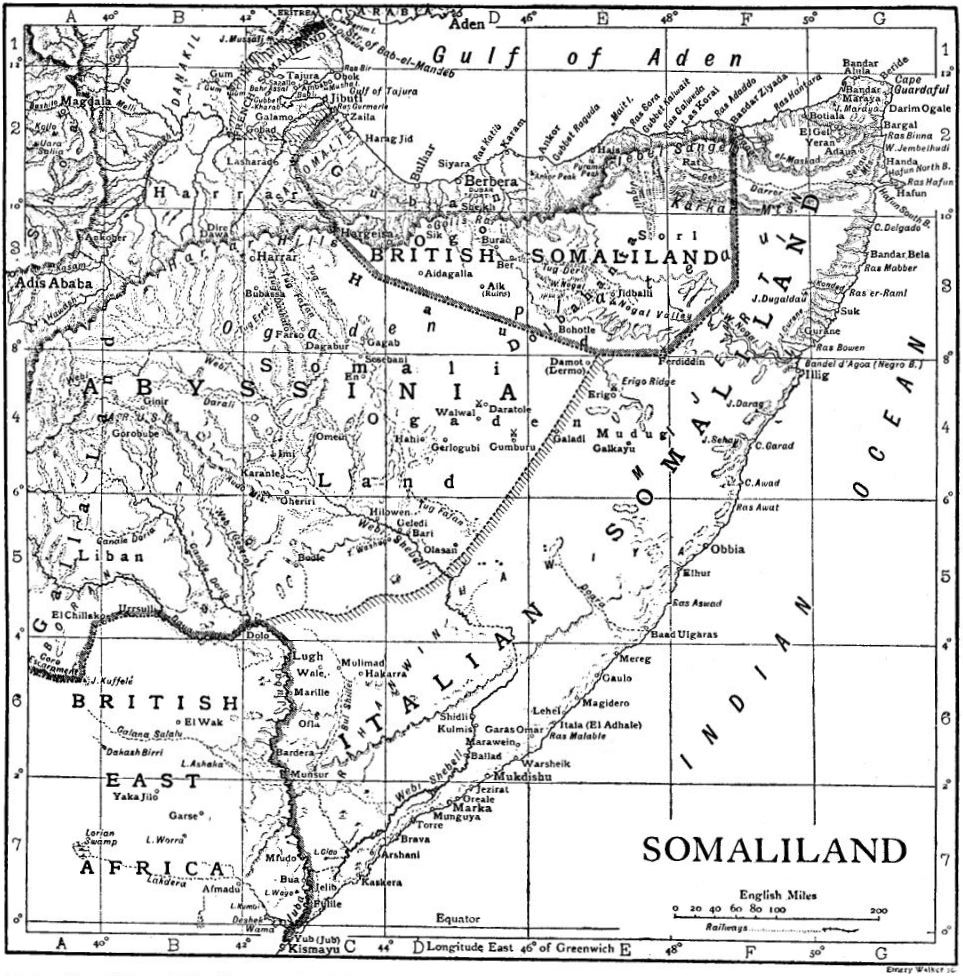
Les deux Somalies en 1911

Le territoire faisait historiquement partie de la Somalie britannique, un protectorat britannique qui a accordé son indépendance en 1960 et a ensuite formé une union avec la colonie italienne voisine, le Territoire sous tutelle du Somaliland pour former la République somalienne. Lorsque la guerre civile somalienne a éclaté, un État successeur du protectorat britannique a été formé en 1991 sous le nom du Somaliland, déclarant son indépendance de la Somalie.
Le différend a commencé en 1998, lorsque le Pount a été formé en tant qu'État autonome de Somalie et a déclaré la région comme faisant partie de son territoire sur la base de l'appartenance tribale des habitants.
Le Pount revendique Sool, Sanaag et Ayn (Khatumo-SSC) sur la base de liens tribaux avec les clans Darod dominants des régions. Le Somaliland revendique le territoire comme faisant partie des frontières d'origine de l'ancien protectorat britannique du Somaliland, dont le pays autoproclamé se considère comme le successeur. Les combats entre les deux forces ont fait des victimes et des prisonniers capturés, qui ont ensuite été échangés.
En 2012, le clan Dhulbahante a proclamé l'indépendance de l'État du Khatumo, revendiquant les trois territoires pour eux-mêmes indépendants du Somaliland et du Pount, formant ainsi une nouvelle troisième faction dans le conflit.

### Sanaag
Sanaag est une région contestée, revendiquée comme territoire souverain par le Puntland et le Somaliland, deux macro-régions autonomes de la Somalie.
Le différend avec le gouvernement fédéral de transition (TFG) découle de l'adoption de la nouvelle Charte en novembre 2004. Cependant, ce n'était pas une question importante avant les succès militaires du gouvernement lors de la guerre de 2006–2007 en Somalie. Les affirmations de souveraineté en janvier 2007 par les dirigeants du TFG ont déclenché des émeutes au Somaliland,.
Le 1er juillet 2007, l'État de Maakhir a été déclaré dans l'est du Sanaag. Les dirigeants de la politique ont revendiqué l'indépendance du Puntland et du Somaliland, mais Maakhir a ensuite été officiellement incorporé au Pount en janvier 2009.
Le 20 juillet 2013, un accord entre les notables locaux du sud de la région de Sanaag [nord de la Somalie] et l'administration du Somaliland a conduit à la défection des combattants dans une tentative de regrouper les forces auparavant en guerre. "Nous avons eu des discussions et nous avons convenu de travailler ensemble sur la sécurité dans la région", a déclaré le ministre de l'Information du Somaliland, Abdullahi Ukuse, ajoutant que "la force en défection est composée de 500 combattants, 13 techniciens et six camions. Ces combattants étaient auparavant des adversaires de l'armée [du Somaliland]. Les deux forces forment désormais une seule armée. " D'autres sources ont estimé qu'entre 500 et 800 soldats avaient fait défection et intégrés à l'armée du Somaliland. 
Le 12 juin 2014, des forces de l'administration régionale du Somaliland lourdement armées sont entrées dans la ville de Hingalol. Selon le député du Pount, Abdihakim Abdullahi, ils sont arrivés dans 13 chars de combat et les anciens locaux leur ont dit à plusieurs reprises de quitter la ville, faute de quoi ils rencontreraient de la résistance. L'aîné du Puntland, Garad Abdullahi Ali Eid, a également indiqué qu'avant que les forces du Somaliland ne commencent leur marche vers la région, les anciens du clan du Puntland les avaient rencontrés et leur avaient demandé de ne pas entrer dans la ville avant une convention de clan prévue le 15 juin.

### Sool
Sool est une région contestée, revendiquée comme territoire par les administrations du Somaliland et du Pount.
Sous le gouvernement de Siad Barre, Sool n'était pas une région distincte, mais une partie de la plus grande province de Nugaal, avec la capitale Garowe . Il a été séparé de Nugaal dans les années 1980.

### Ayn
La zone, centrée sur la ville de Buuhoodle, est également contestée par le Somaliland et le Pount. Selon le Somaliland, le soi-disant Ayn (somali : Cayn), la zone revendiquée par le Pount fait toujours partie de la région de Togdheer. Le Somaliland conteste les revendications territoriales du Pount, qui a inscrit la revendication sur la partie de Togdheere dans sa charte de 1998.

## Affrontements armés

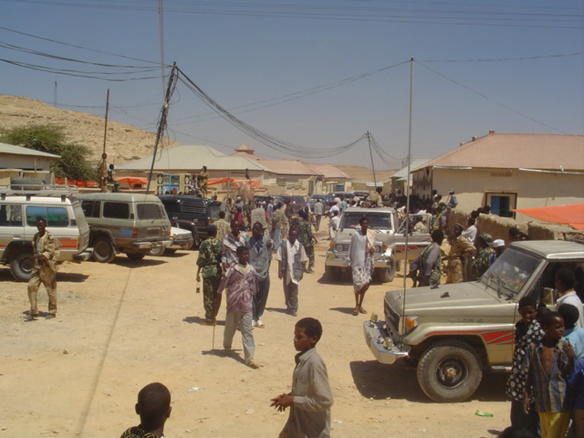
Scène de rue à Las Anod (Laascaanood), SSC Khatumo, Somalie

### Prise de Las Anod par le Somaliland en 2007
En octobre 2007, le conflit s'est transformé en conflit régional pour le contrôle de la ville de Las Anod, alors que les forces de l'armée régulière du Somaliland se sont mobilisées depuis leur base de la ville d'Adhicadeeye, à l'ouest de la ville, et sont entrées dans le conflit. Le Puntland a mis du temps à mobiliser une contre-attaque, car la faiblesse de l'économie du Pount et le dépassement des obligations militaires à Mogadiscio ont empêché une réponse rapide. Après avoir mis la ville sous son contrôle, le Somaliland a déplacé l'administration régionale de Sool à Las Anod. De 10 à 20 personnes seraient mortes.

### Affrontements de 2010
En 2010, les forces éthiopiennes et somaliennes ont engagé une milice autonomiste dans la région de Sool, dans le nord de la Somalie, dans le but de pacifier la région avant l' élection présidentielle de 2010 au Somaliland. Alors que les troupes éthiopiennes étaient entrées dans le sud de la Somalie pour combattre des militants islamistes à des occasions précédentes, on pense que c'était la première fois qu'elles le faisaient au Somaliland, une région généralement considérée comme plus stable que la Somalie.

### Affrontements de 2016
Le 18 juillet, au moins cinq soldats ont été tués après l'affrontement des troupes du Pount et du Somaliland à Sanaag. Un commandant de l'armée du Pount a confirmé que trois soldats du Pount et deux officiers de haut rang du Somaliland avaient été tués.
Le Somaliland a capturé un membre éminent de l'administration du Pount, Mohamed Farah Adan, qui était l'ancien vice-ministre de la Justice et est actuellement membre du parlement du Pount. Il a été détenu pendant une semaine à Erigavo et a été libéré le mois suivant.

## Autres points de vue
L'ancien président de la Somalie Hassan Sheikh Mohamud a exprimé son opinion pendant son mandat selon laquelle le Pount est composé de deux régions et demie (Bari, Nugaal et le nord de Mudug), ce qui va à l'encontre des affirmations du Puntland sur Sool et Sanaag.
En préparation de l'élection présidentielle somalienne de 2017, le communiqué publié par le bureau de la présidence de la Somalie concernant le Forum national du leadership de la Somalie faisait référence au territoire contesté sous le nom de Gobollada Sool iyo Sanaag ee Soomaaliland (régions de Sool et de Sanaag au Somaliland),,. Le Forum national du leadership de la Somalie était présidé par le président de la Somalie Hassan Sheikh Mohamoud, et en présence du président du Parlement Mohamed Osman Jawari, du premier ministre Omar Abdirashid Ali Shermarke, des présidents de Somalie-du-Sud-Ouest, de Galmudug, de Hirshabelle, des États de Somalie et du vice-président de État du Pount.